# 南山街道 (深圳市)
南山街道是中华人民共和国广东省深圳市南山区下辖的一个街道，位于南山区的南部，名称取自街道内的大南山、小南山，成立於1983年10月。

## 地理
南山街道东至南海大道，西濒珠江口，南接招商街道，北與南头街道相连。
总面积23.9平方公里。总人口24万人，其中户籍人口5.4万人。

## 行政区划
下辖13个社区：
南光社区、北头社区、南园社区、登良社区、南山社区、荔林社区、月亮湾社区、荔芳社区、荔湾社区、学府社区、阳光棕榈社区、风华社区和向南社区。

## 經濟
平南铁路由北向南纵贯辖区。有妈湾港，是深圳西部主要的仓储货运集散地。

## 交通
- 平南鐵路
  - 深圳西站